# Sedulum
Sedulum – rodzaj klocka lub deski, przymocowywany do krzyża w jego środkowo-dolnej części, który stanowił podparcie dla pośladków lub kończyn dolnych, mający za cel przedłużenie agonii podczas ukrzyżowania.
Uważa się, że zastosowanie sedulum mogło przedłużać konanie na krzyżu z kilku godzin do kilku dni.